# Neasura gyochiana
Neasura gyochiana là một loài bướm đêm thuộc phân họ Arctiinae, họ Erebidae.